# Yves Brécheteau
Yves Brécheteau, né le 13 novembre 1955 à Segré (Maine-et-Loire), est un footballeur français aujourd'hui entraîneur.

## Biographie

### Enfance et jeunesse
Fils de Gilbert Brécheteau, ancien joueur professionnel au F.C. Nantes et entraîneur de football, son père lui transmet sa passion. Sélectionné avec la Ligue de l'Atlantique pour participer à la finale nationale du concours du Jeune Footballeur à Paris (Stade de Colombes) en juin 1971 avec E. Pécout, P. Gonfalone, J. Perdrieau (il terminera 28e), puis sélectionné Cadets de l'Atlantique. En 1973 il est reçu au concours d'entrée de l'I.N.F. Vichy.

### Carrière de footballeur
Saison 1973-1974, il commence sa carrière à l'Institut National de Football de Vichy, ayant comme entraineurs : Pierre MICHELIN, Francisco FILHO, Gérard BANIDE le Directeur de l'I.N.F. étant Mr. Pierre PIBAROT. C'est la 2e Promotion de l'I.N.F. avec comme collègues: A. Grumelon, J.M. Navarro, P. Loiseleux, D. Christophe, R. Jacques...
Lors de sa première saison il participe à la montée de l'une des équipes de l'I.N.F. Vichy en DRH et sa seconde et troisième saison il évoluera en 3e Division Nationale. Yves Brécheteau y restera jusqu'à la fin de saison 1975-1976 soit 3 saisons.
En juin 1976, après ses 3 saisons passées à l'INF Vichy, Alberto MURO et Gérard BANIDE le recrutent pour signer à l'A.S.MONACO. Gérard quitte l'I.N.F et emmène Yves à l'A.S.M. ils rejoignent tous les deux l'A.S. Monaco alors en 2e Division Nationale entraîné par M. Lucien LEDUC avec un effectif de grande qualité : J. Petit, D. Onnis, Y. Chauveau, A. Vanucci, C. Dalger, M. Rouquette...  
En juillet 1977, il rejoint la Berrichonne de Châteauroux qui évolue aussi en 2e Division Nationale il y évoluera durant   4 saisons ayant comme entraîneurs les 3 premières saisons Mr.Lucien TROUPEL et la dernière saison Hervé REVELLI (Effectif de qualité : J.C. Lang, P. Vacher, B. Ferrigno, H. Lèbre, E. Biernacky...)  et sa dernière saison disputant un 1/8° de finale de Coupe de France (aller-retour) contre le L.O.S.C. de José ARRIBAS.
En juillet 1981, il signe  au FC Bourges en 3e Division Nationale un contrat de quatre saisons, connaîtra quatre entraineurs : Robert VALETTE, Robert NOUZARET, Marcel LEBORGNE et Alain MICHEL. (avec comme joueurs : A. Darnault, J. Badens, J.L. Bassi, A. Trivino, E. Bedouet, A.Dossevi, P. Paul...)
En juillet 1985, Yves Brécheteau a alors 30 ans, il rejoint l'A.S. Plouhinec en Division d'Honneur pour 2 saisons. Après plusieurs saisons de carrière comme joueur professionnel, il signe dans ce club lui permettant d'évoluer comme joueur et en même temps de faire ses premières armes comme entraîneur de cette même équipe. 

### Carrière d'entraineur

#### AS Plouhinec
Yves Brécheteau signe avec le club de l'AS Plouhinec en Division d'Honneur Ligue Ouest un contrat de 2 saisons. Il est alors joueur et entraîneur. Lors de la saison 1985-1986 son équipe termine 3e et à la saison 1986-1987 UCK Pays de Vannes 
Saison 1987-1988, il signe comme entraîneur général de l'UCK Pays de Vannes en 3e Division un contrat de 2 saisons. Lors de la saison 1987-1988, son équipe est Champion d'automne et termine 11e. La saison 1988-1989 son équipe termine 8e.

#### FC Bourges
En tant que joueur en 3e Division Nationale au FC Bourges, il est éducateur auprès des jeunes du club de 1981 à 1985.
Saison 1989-1990, Yves Brécheteau revient à Bourges et signe un contrat de 3 saisons comme entraîneur-adjoint de l'équipe en 3e Division et entraîneur de l'équipe en 4e Division. 
Lors de la saison 1989-1990, l'équipe première termine 1re et monte en 2e Division, l'équipe de 4e Div. termine 8e. 
La saison 1990-1991, l'équipe de 2e Div. termine 10e, l'équipe de  4e Div. termine 7e.
La saison 1991-1992 l'équipe de 4e Div. entrainée par Yves Brécheteau reste invaincue sur 29 matches, l'équipe de 4e Div. accède en 3e Div. et devient Champion de France de 4e Division saison 1991-1992 en battant en finale Saint-Malo 2-0 à Segré.

#### RC Agde
Saison 1992-1993, Yves Brécheteau rejoint le R.C. Agde signe un contrat de 4 saisons. Il y restera jusqu'en 1996.
Saison 1992-1993 son équipe évolue en 3e Division, termine 5e et remporte la Coupe de l'Hérault en battant la 3° Div. de Montpellier Hérault sur le score de 4-1.
Saison 1993-1994 son équipe évolue en 3e Division et termine 14e.
Saison 1994-1995 son équipe évolue en C.N.2, termine 4e au pied du podium et manque d'un rien l'accession en National.
Saison 1995-1996 son équipe évolue en C.N.2, termine 13e.

#### FC Vannes
Saison 1996-1997, il restera 1 saison au FC Vannes qui évolue à ce moment en C.F.A. et termine 8e. (changement de Président)

#### Olympique d'Alès en Cévennes
Saison 1997-1998, Yves Brécheteau signe 1 saison dans le club de l'Olympique d'Alès en Cévennes évoluant en C.F.A. termine 8e et dispute un 1/16° de finale de Coupe de France contre PAU (battu aux tirs au but).(changement de président).

#### AS Saint-Étienne
Saison 1998-1999 il signe comme entraîneur-adjoint à l'AS Saint-Étienne dès lors en Ligue 2, l'entraineur no 1 est Robert Nouzaret, l'équipe Fanion termine 1re en Division 2 et est sacré Champion de France de D.2, monte en L.1. 
Saison 1999-2000 il est toujours entraîneur-adjoint de l'équipe en Ligue 1 aux côtés de Robert termine 6e de L.1 et coentraîneur avec Patrick Revelli de la C.F.A.2 il contribue à faire monter l'équipe en C.F.A. en terminant 1er du groupe de C.F.A.2.

#### FC Rouen
Saison 2000-2001, Yves Brécheteau est recruté par le FC Rouen comme entraîneur général, club qui évolue en Championnat de France Amateur (C.F.A.), signe un contrat de 5 saisons.
Saison 2000-2001, l'équipe termine 6e.
Saison 2001-2002, l'équipe termine 2e et accède au championnat National.
Saison 2002-2003, l'équipe termine 3e et accède au championnat L.2.
Saison 2003-2004, l'équipe évolue en L.2. Le club procède alors au recrutement de 10 nouveaux joueurs dans l'objectif de la Ligue 2 (maintien) Avec cette ascension fulgurante, la nouvelle montée en Ligue 2, le club décide donc de renforcer son effectif.
Mais de tels changements demandent du temps pour être structuré, la présidence du club impatiente de la rentabilité de ses investissement, avec un recrutement interdit au mercato et des blessés de longue durée (P.Chanlot, D.Charriéras, A. Hauw), elle décide de remercier (limoger) Yves Brécheteau avant la fin de la saison, au Mercato d'hiver (fin janvier 2004).

#### Pacy Vallée d'Eure Football
Saison 2006-2007, il rejoint le club de Pacy Vallée-d'Eure Football, club de C.F.A., signe 1 saison et termine 7e.

#### FUSC Bois-Guillaume
Saison 2007-2008, Yves Brécheteau rejoint pour une saison le club de F.U.S.C. Bois-Guillaume initialement en C.F.A., 15 jours après sa signature le club est relégué en C.F.A. 2. Cette descente entraîne la perte de 15 joueurs, contraignant ainsi Yves Brécheteau à entreprendre la restructuration d'un nouvel effectif.

#### En Afrique
De 2008 à 2012, offres : J.S.Kabylie (L1 Algérie) / Hammam-Lif (L1 Tunisie) / Sélectionneur de Madagascar
De 2009 à 2012, Responsable Technique Académie SMASH (Dakar / Sénégal).

#### FC Sapins (Gabon)
En 2012, il est entraîneur de l'équipe Fanion F.C.SAPINS au Gabon en Championnat de 1° Division Professionnelle mais il est limogé avant la fin de la saison.

#### Janvier 2016 - Juin 2019
Directeur Technique Du Centre de Formation du DIFAA EL JADIDA (MAROC) en partenariat avec MONTPELLIER HÉRAULT SPORT CLUB.
Juillet 2019 - Juillet 2021
Juillet 2019- Juin 2020 RECRUTEUR  et RÉFÉRENT Clubs Partenaires au Centre de Formation du MONTPELLIER HÉRAULT SPORT CLUB
Juillet 2020- Juin 2021 RÉFÉRENT Partenariat MHSC / FC SÈTE
Depuis Août 2021...
Projet de recherche (Football) 

### Philosophie de football
Yves Brécheteau est un meneur d'homme, il pratique un football d'attaque.

## Palmarès d'entraîneur
- FC Rouen
  - Montée en Ligue 2  2002-2003
  - Montée en National 2001-2002

- A.S. Saint-Étienne
  - Montée en CFA 1999-2000
- Champion de France de Football D2 1998-1999 | Montée en Ligue 1 1999-2000

- FC Bourges
  - Champion de France de 4e Division (29 matches invaincus), Montée en 3e Division 1991-1992
  - Montée en 2e Division 1989-1990 (entraîneur-adjoint)

- UCK Pays de Vannes
  - Champion d'Automne 1987-1988